# 真之神道流
真之神道流（しんのしんとうりゅう）とは山本民左衛門英早が創始した柔術の流派である。殺活術に優れていたと言われ、天神真楊流の元になった流派の一つである。

## 歴史
山本民左衛門英早は大坂同心である。山本民左衛門は、楊心流の形を初段・中段・上段の三段階に纏め、宝暦年間（1751年～1764年）に真之神道流を創始した。後に江戸に出て道場を開いた。山本民左衛門の楊心流の師は、萩原郷右衛門元吉という人物であるする説がある。
二代目は土肥無端斎安信が継ぎ、殺活の術の名手として名高かったという。
三代目を継いだのは、備中の本間丈右衛門正遠（津藩江戸屋敷御抱）であり、神道一心流との試合に敗れた後は、神道一心流開祖・櫛渕弥兵衛より剣も学び、吹雪算徳とも名乗った。本間の門下から、武州での盛隆を築いた武州児玉郡の田村平兵衛、後に天神真楊流を開いた磯又右衛門正足（初代）が出ている。
初代、二代のいずれかの時点で当時大坂を中心に広まりつつあった堀田頼保、滝野遊軒の起倒流と交流があったと思われ、起倒流の伝書や術理が一部取り入れられている（一部伝書については逆の可能性も考えられる）。一説によると滝野遊軒は、堀田頼保に入門する以前に、山本民左衛門の門下で真之神道流を学んでいたとも言われている。
初代から三代まで江戸で柔術、剣術、棒術を教えていた時期があり、その後、全国的に広がった。明治・大正・昭和と柔道と併習される傾向が多かったと言われる。昭和末期～平成始め頃に免許皆伝者は絶えたようである。
昭和～平成頃の真之神道流は東京都、北海道、福島県、埼玉県、群馬県、愛知県、和歌山県等に伝わっていた。
昭和初期の古武道振興会には東京都の鈴木淸信、鈴木源蔵、直井信綱、鈴木竹代が所属していた。また荒井親宗幸泰から誠極流と真之神道流を学んだ荒井菊次郎が東京都文京区関口水道町で活動していた。
愛知県名古屋市の杉山令二の杉山盡心館に昭和から平成初め頃まで真之神道流が伝わっていた。また、杉山令二の弟子である猪飼雍也が北海道札幌市で真之神道流を教えていた。猪飼雍也から免許皆伝を得て16代目を継いだ高橋濱吉が昭和頃に東京都文京区林町の一心館道場で活動していた。この系統は高橋浜吉門下の加藤啓佐代が1923年（大正12年）に免許皆伝を得て17代目を継いだことにより和歌山県和歌山市にも伝わっていた。加藤啓佐代は真之神道流の宗家17代目を名乗っていた。
福島県出身で家伝の真之神道流を修めた鴫原伊男治が戦後に大日本武徳会等で整骨を中心に活動していた。戦前は北海道、福島県等に道場を開いていた。鴫原は日本武道医学の中山清と交流があった。

## 内容
系統によって体系がことなるが、柔術は主に初段、中段、上段の三段からなる。その他に縄、急所、当身、活法、整骨などが伝わっていた。また初段の前に新たに手解を制定した系統があった。関西の一部の系統では、中段の前に相捕（居形立合）や棒術を加えていたものもあった。
初段居捕
眞之位、添捕、左捕、右捕、袖車、両手詰、壁添
飛違、朋車、後捕、腕擲、別擲、奏者捕、樊噲
初段立合
誘引、追捕、襟落、左右、別連、手車、右之逆
腰車、前掛、大廻、立車、稲妻、捨身、翕身
中段居捕
眞之位、手巾捕、左胸捕、右胸捕、御前捕、袖車、飛違
拔身目附、奏者捕、柄止、膳越、兩手詰、左右曲、引立
中段立合
行違、向山影、後山影、小手返、腰附、頭捕、連拍子
廻込、歸投、壁添、腕挫、柄砕、諸別、大小捕
上段立合
踢返、面影、諸手碎、杉倒、大殺、浪分、猿猴附身、手矩捕、兩非、天狗勝
上段居捕
後銯、脇銯、後捕、片羽縮、矢筈、突掛、無二劔、見刀曲、竜虎、暫心目附

## 系図
- 流祖 山本民左衛門英早
  - 土肥無端齋安信
    - 土肥由蔵信善
    - 本間丈右衛門環山正遠（吹雪算得　神道一心流）文化7年（1810）没
      - 片山庄左衛門信政（安基）
        - 片山喜間多信壽
          - 平野定吉

        - 相馬無窮子政秀
        - 深井三太左衛門
        - 田村平兵衛守雪（本間丈右衛門弟子の片山から免許を受ける（亨和元年））
          - 本間丈右衛門正成
          - 田村仙蔵
          - 高橋周輔信安
            - 沼田鑛一郎
              - 鈴木源吉
                - 鴫原伊作延章（福島県安達郡木幡村　研武堂）
                  - 鴫原伊男治（福島県安達郡木幡村　戦後大日本武徳会に所属）

        - 佐々木信吉
        - 鈴木里平

      - 高知勝吾一義
        - 太田武左衛門資信
          - 太田源六郎資敬（柳信斎）
            - 太田鐵之助資貞（柳貫斎）
              - 鈴木淸信（柳心斎）
                - 直井信綱
                - 鈴木竹代

      - 岡山八郎治正足（天神真楊流を開く。磯又右衛門）
        - 西村外記之輔
        - 岡田縫殿之輔

      - 鈴木吉兵衛長栄
        - 鈴木橘平安栄
          - 大橋弥平衛
          - 一場初太郎正養
            - 伊東新太郎正成
              - 松田魁輔正義（真貫流柔術）

            - 香川岩治郎爲泰
              - 香川兵馬爲恭
                - 前田又四郎武崇（尾張藩）
                  - 平松輝忠
                    - 荒井親宗幸泰（誠極流と真之神道流の師範）
                      - 荒井菊次郎（東京都文京区関口水道町）

              - 一本木束興仁（尾張藩）
                - 杉山令二光博（愛知県名古屋市）
                  - 青木松次郎
                  - 水谷四郎
                  - 熊澤藤三郎
                  - 大島慶太郎
                  - 浅野善太郎
                  - 島木鐡太郎
                  - 江崎直次郎
                  - 水野久三郎
                  - 猪飼雍也（15代目　北海道札幌市）
                    - 高橋濱吉（16代目　東京都文京区林町）
                      - 加藤啓佐代（17代目　和歌山県和歌山市）

                  - 鈴木留吉
                  - 松原重次
                  - 鈴木健三

                - 水野市三郎

              - 篠原鉐之輔長重
                - 山中鹿之輔源為俊
                  - 木宮石太郎

      - 影山周蔵祐之
        - 邑上勝蔵

      - 古川喜藤司光朝
        - 木村政右衛門
          - 久保庄吉栄重

流祖からの伝系が不明の人物と系統
- 片山正左衛門輝政（村岡藩校明倫館の師範）
- 石黒関斎（石黒流を開く。片山正左衛門の関係者）
- 藤森俊蔵真武
  - 金子政治
- 桜井忠重
  - 丹波忠行（愛知県挙母町）
- 野口潜龍軒（神道六合流を開く）